# Ong Kham
Koning Somdetch Brhat Chao Brhat Parama Khatiya Varman Raja Sri Sadhana Kanayudha, beter bekend onder de naam Ong Kham ook wel Ong Nok was de 2e koning van Lan Xang Hom Kao en volgde zijn schoonvader Kitsalat op in 1713. Ong Kham werd geboren als een zoon van prins Indra Kumara van Kengtung en zijn Laotiaanse vrouw Nang Gami (Kam). Zijn officiële titel in Kengtung was prins (Chao Anga) Naksha (Ong Nok) Kumaranaya (Khamane Nai). 
Hij trouwde met de prinsessen Dhanasavuni en Dhanagami, beiden dochters van koning Kitsalat en met Nang Devi Puspa (Thep Boupha). Zijn schoonvader wees hem aan als opvolger. Hij regeerde een tijd met de broer, Inta Som, van Kitsalat samen. In 1723 terwijl hij deelnam aan een jacht werd hij door Inta Som verjaagd. Ong Kham vluchtte naar de Chiang Mai (stad) in het koninkrijk Lanna en werd hier monnik. Hij hielp hier bij het afslaan van een Birmese invasie en het herwinnen van de onafhankelijkheid, hij werd als beloning hier tot koning gekroond in 1727. Hij bleef tot zijn dood in 1759 koning van Lanna.
Voor zover bekend had hij zeven zonen en vijf dochters, waaronder:
- Prins (Chao Fa Jaya) Mangkara (Mang). Hij werd geboren in 1698 en door zijn vader aangewezen als de troonopvolger, hij werd verdronken in 1749.
- Prins (Chao Fa Jaya) Mamanaya (Mom Nai)
- Prins (Chao Fa Jaya) Jayasena (Saia Sene), hij rebelleerde in 1740 tegen koning Inta Som en werd geëxecuteerd in datzelfde jaar bij Houei Hop. Hij had twee zoons:
  - Prins (Sadu Chao Jaya) Deva (Thep)
  - Prins (Sadu Chao Jaya) Unga (Oun)